# Gradojević
Gradojević (en serbe cyrillique : Градојевић) est un village de Serbie situé dans la municipalité de Koceljeva, district de Mačva. Au recensement de 2011, il compte 195 habitants.

## Démographie
| 1948 | 1953 | 1961 | 1971 | 1981 | 1991 | 2002 | 2011 |
| ---- | ---- | ---- | ---- | ---- | ---- | ---- | ---- |
| 647  | 640  | 513  | 476  | 377  | 283  | 250  | 195  |

|  |